# فأر ذو الذيل الكثيف
فأر ذو الذيل الكثيف (باللاتينية: Bushy-tailed Jird) هو نوع من القوارض ينتمي لعائلة الفأريات. يوجد في كل من مصر ، فلسطين ، الأردن ،السعودية والسودان. موطنه الأصلى المناطق الصخرية.